# Čunovo
| Čunovo              | Čunovo               |
| ------------------- | -------------------- |
| Čunovo              |                      |
| Grb                 | Karta                |
|                     |                      |
| Opći podaci         |                      |
| Kraj:               | Bratislavský         |
| Okrug:              | Bratislava V         |
| Regija:             | Bratislava i okolica |
| Nadmorska visina:   | 130 m                |
| Površina:           | 18,6 km²             |
| Stanovništvo:       | 919 (2005.)          |
| Gustoća:            | stan./km2            |
| Statistički kôd:    |                      |
| Registarska oznaka: | BA                   |
| Poštanski broj:     | 851 10               |
| Pozivni broj:       | 02                   |
| Stranica:           | www.cunovo.eu        |
| Načelnik:           | Gabriela Ferenčáková |

Čunovo (njemački: Sarndorf, mađarski: Dunacsún) je gradska četvrt u Bratislavi.
Mjesto je prvi put spomenuto 1232. pod imenom Chun. U 16. stoljeću ovdje se naseljavaju Hrvati koji bježe pred najezdom Turaka. Sve do 1947., Čunovo je zajedno s Hrvatskim Jandrofom i Rosvarom bilo dio Mađarske, nakon čega su ta mjesta postala dio Čehoslovačke. Ovo naselje je službeno postalo dio Bratislave 1. siječnja 1972. godine. Još i danas neki stanovnici govore hrvatskim jezikom, a ovdje djeluje i hrvatsko kulturno društvo.

## Vanjske poveznice
Hrvatsko kulturno društvo Čunovo  Arhivirana inačica izvorne stranice od 19. lipnja 2006. (Wayback Machine)